# Tetropium staudingeri
Tetropium staudingeri là một loài bọ cánh cứng trong họ Cerambycidae.